# Reksio (serial animowany)

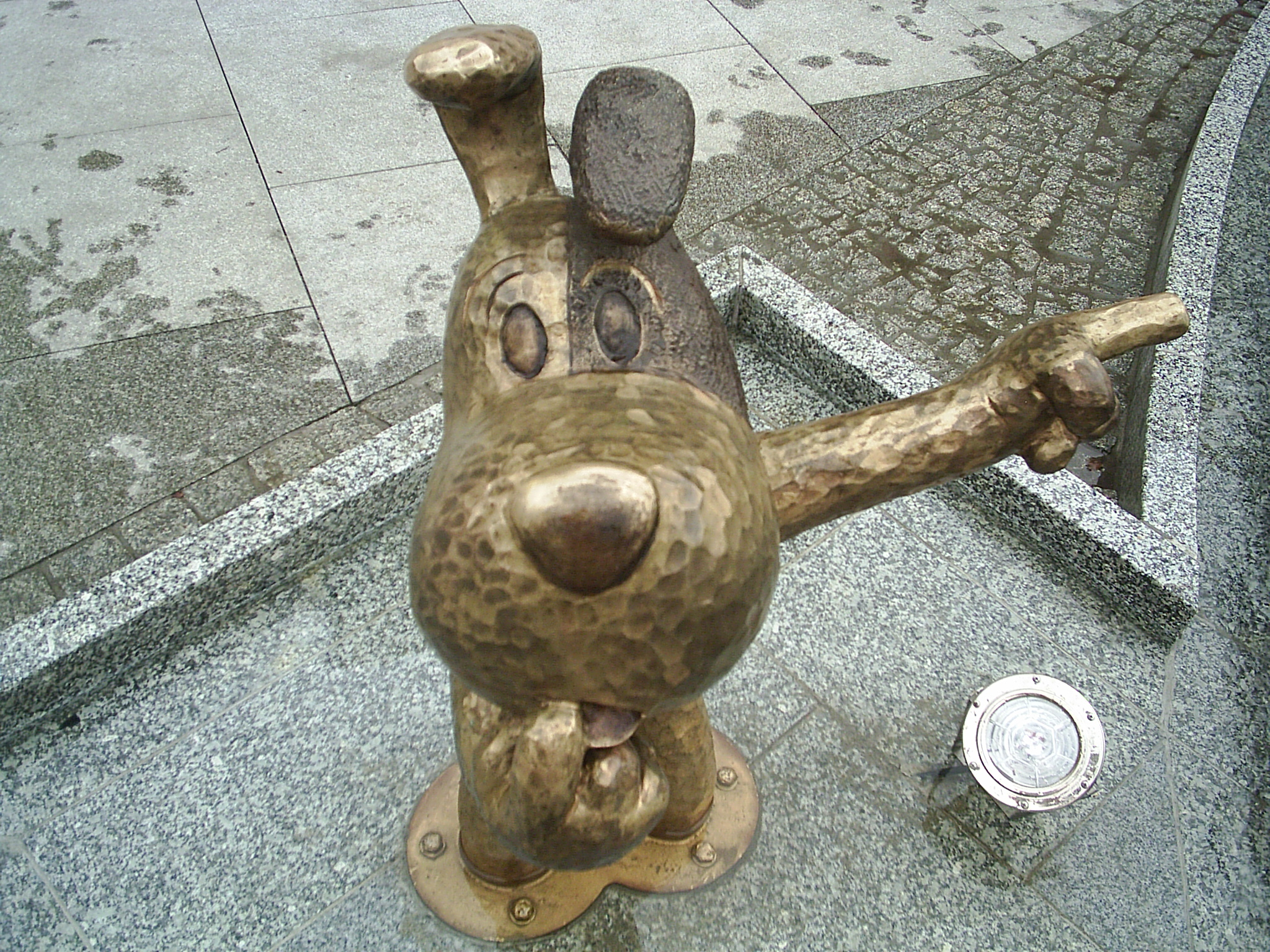
Pomnik Reksia w Bielsku-Białej (2009 – wyk. Marek Barteczko)

Reksio – polski serial animowany dla dzieci w reżyserii i według scenariusza Lechosława Marszałka, produkowany w latach 1967–1990 przez Studio Filmów Rysunkowych w Bielsku-Białej; wielowątkowa fabuła serialu opowiada o przygodach postaci fantastycznej tytułowego psa o imieniu Reksio oraz innych zwierząt i jego właścicieli. W każdym odcinku pies przeżywa przygody związane z tym, kim chce zostać lub z jakim zwierzęciem (głównie ptakami), porą roku lub rzeczą ma do czynienia.
Odcinki Reksio i koguty, Reksio remontuje, Reksiowa wiosna, Reksio swat, Reksio i nośna kura i Reksio marzyciel wydano w wersji zrekonstruowanej cyfrowo na DVD w „Klasyce Polskiej Bajki: Reksio” w 2013 roku.

## Historia
W 1967 roku Lechosław Marszałek ze Studia Filmów Rysunkowych w Bielsku-Białej zrezygnował z tworzenia kolejnych odcinków o Bolku i Lolku, gdy współtwórcy serialu wymyślili serię dziejącą się na Dzikim Zachodzie. Marszałek będący przeciwnikiem produkcji, w których dzieci bawią się bronią palną zaczął się zastanawiać nad nowym filmem. Zainspirował się należącą do niego Trolą, suczką foksteriera szorstkowłosego. Wtedy powstała krótkometrażowa animacja Reksio poliglota, która zdobyła Złotego Słowika w Teheranie. Sukces animacji spowodował rozwinięcie jej w serię.
Pierwszy odcinek serialu Reksio poliglota miał uboższą grafikę oraz scenografię niż późniejsze odcinki produkowane w latach 70. Reksio wyglądał inaczej, nosił też obrożę, której od odcinka Reksio marzyciel nie miał. Wszystkie odcinki produkowane do roku 1971 były kręcone przez Lechosława Marszałka. Nie miały czołówki, informacje o produkcji serialu były wstawiane w określonym momencie na początku odcinka. Czołówka została dopiero wprowadzona w roku 1972 w odcinku Reksio strażak. Począwszy od tego czasu produkcja odcinków zwiększyła się ze względu na osiągnięcie przez serial popularności. W tej serii powstały 52 odcinki, które były kręcone przez następujących reżyserów: Lechosława Marszałka, Józefa Ćwiertnię, Edwarda Wątora, Romualda Kłysa, Mariana Cholerka oraz Halinę Filek-Marszałek. Ostatni odcinek serii, wyprodukowany w roku 1987, nosił tytuł Reksio i bocian.
W roku 1987 powstał drugi cykl serialu pt. Reksio i ptaki. Nad odcinkami pracowali Ryszard Lepióra, Lechosław Marszałek, Romuald Kłys oraz Andrzej Flettner. Cykl ten ma 13 odcinków. Łącznie wyprodukowano 65 odcinków z przygodami Reksia.
Czas trwania jednego odcinka produkowanego przez jednego reżysera wynosił zazwyczaj 8–10 minut. Wyjątkiem jest jeden trwający 11:50 odcinek pt. Reksio remontuje w reżyserii Lechosława Marszałka.
Serial był też emitowany w ZSRR. W Rosji Reksio jest znany jako Pios Reks.

## Upamiętnienie

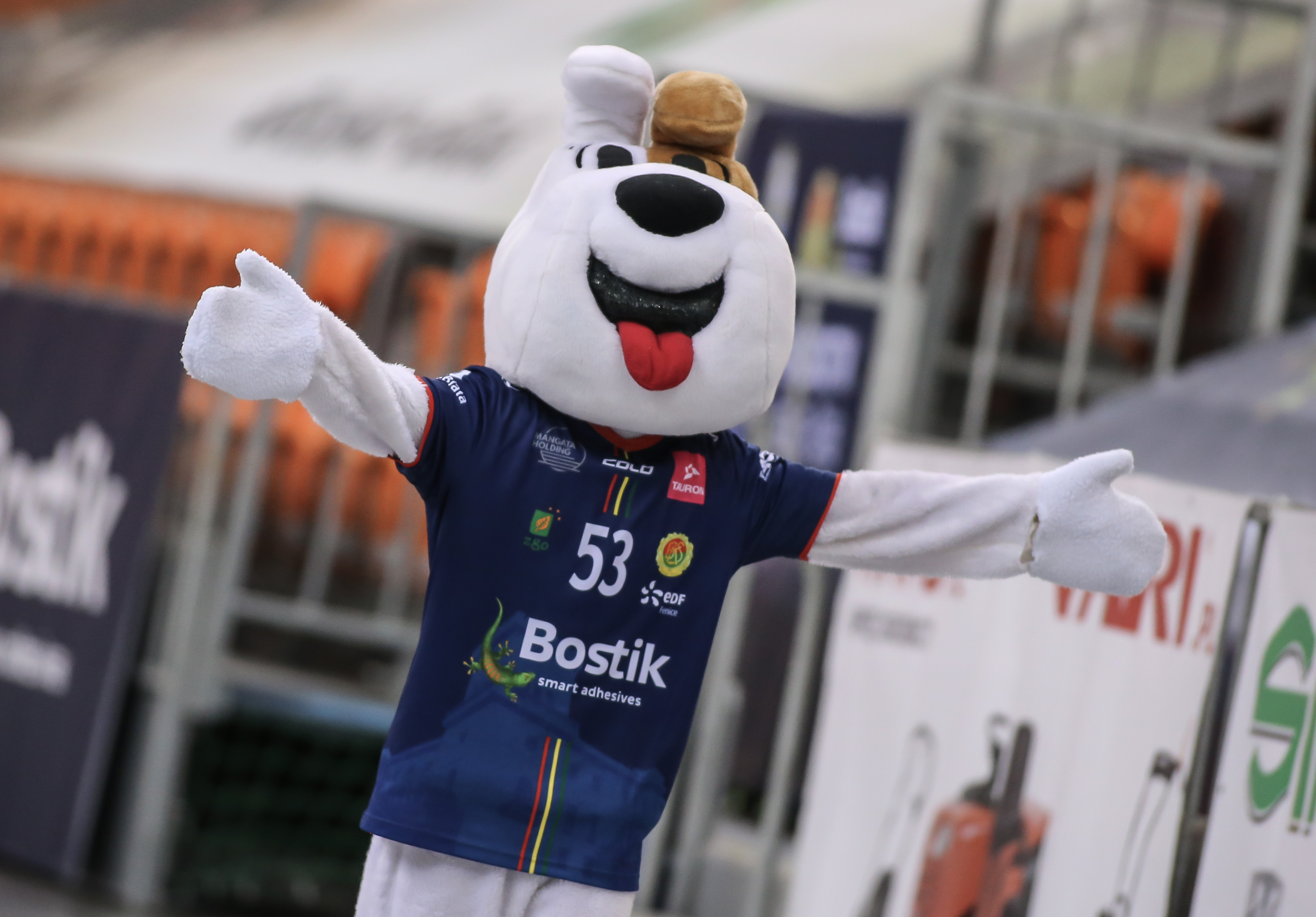
Osoba przebrana za Reksia

- Osoba przebrana za ReksiaW Bielsku-Białej na placyku pomiędzy ul. 11 Listopada i ul. Stojałowskiego znajduje się pomnik Reksia. Piesek zdziwiony patrzy na sąsiadującą z pomnikiem fontannę, wskazując na nią palcem. Został odlany z brązu przez Marka Barteczko i waży 130 kg[8].
- Wizerunek Reksia i jego filmowych przyjaciół znajduje się na białkach – wyemitowanym we wrześniu 2009 r. dukacie lokalnym Bielska-Białej[9].
- W 2010 r. na Białym Krzyżu w Szczyrku odbył się pierwszy Puchar Reksia – zawody narciarskie dla dzieci[10].
- 14 maja 2014 r. zarejestrowano Fundację im. Heleny i Lechosława Marszałków Reksio, której celem jest dbanie o dorobek artystyczny Lechosława Marszałka oraz pozostałych twórców Studia Filmów Rysunkowych w Bielsku-Białej[11].
- W 2016 r. Poczta Polska wyemitowała znaczki pocztowe z wizerunkiem Reksia[12].
- W czerwcu 2016 r. w sali koncertowej Narodowej Orkiestry Symfonicznej Polskiego Radia w Katowicach odbyło się widowisko „Reksio symfonicznie”, w którym do wyświetlanych filmów z Reksiem muzykę grała na żywo Orkiestra Akademii Beethovenowskiej[13].
- W 2017 r. z okazji 50. rocznicy powstania Reksia na jednym z bloków przy ul. Emilii Plater w Suwałkach, rodzinnym mieście Lechosława Marszałka powstał mural. Reksio z koszem kwiatów został zaprojektowany przez Halinę Filek-Marszałek[14].
- W 2020 r. w Radomsku odsłonięto wykonany z brązu pomnik Reksia[15].
- w 2021 r. w Bielsku-Białej odbyła się pierwsza edycja Rowerowego Pucharu Reksia[16].

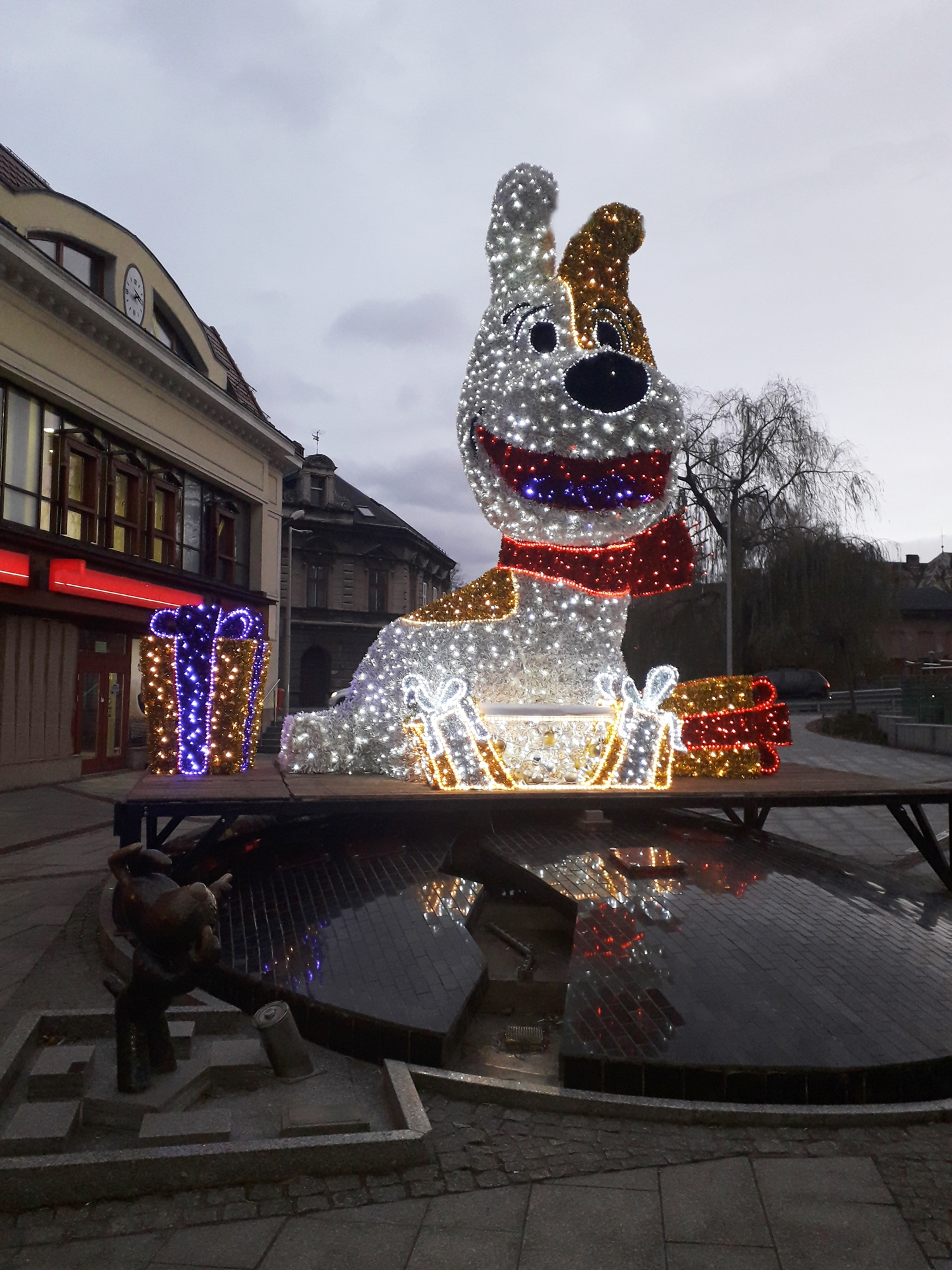
Reksio świąteczny przy pomniku

Reksio wystąpił także w grach stworzonych przez polską firmę Aidem Media. Były to gry przygodowe takie jak Reksio i skarb piratów, Reksio i Wehikuł Czasu czy Reksio i Czarodzieje, ale pojawiły się też części edukacyjne takie jak ABC z Reksiem.

## Muzyka
Autorem ścieżki dźwiękowej do odcinków serialu jest Zenon Kowalowski. Są także odcinki, w których muzyka do serialu była produkowana przez innych kompozytorów: Adam Markiewicz (odc. 5–6), Bogumił Pasternak (odc. 3), Waldemar Kazanecki (odc. 4), Tadeusz Kański (odc. 1–2, 30), Janusz Mentel (30). W ostatnim odcinku Reksia Reksio i Sowa występuje fragment piosenki „Uspokój się” Zdzisławy Sośnickiej.

## Spis odcinków
| N/o                  | Rok produkcji | Tytuł odcinka         | Reżyser odcinka                     |
| 1                    | 1967          | Reksio poliglota      | Lechosław Marszałek                 |
| 2                    | 1969          | Reksio marzyciel      | Lechosław Marszałek                 |
| 3                    | 1969          | Reksio wychowawca     | Lechosław Marszałek                 |
| 4                    | 1970          | Reksio obrońca        | Lechosław Marszałek                 |
| 5                    | 1970          | Reksio dobroczyńca    | Lechosław Marszałek                 |
| 6                    | 1971          | Reksio domator        | Lechosław Marszałek                 |
| 7                    | 1972          | Reksio strażak        | Józef Ćwiertnia                     |
| 8                    | 1972          | Reksio sportowiec     | Edward Wątor                        |
| 9                    | 1972          | Reksio taternik       | Lechosław Marszałek                 |
| 10                   | 1972          | Reksio wędrowiec      | Józef Ćwiertnia                     |
| 11                   | 1972          | Reksio aktor          | Józef Ćwiertnia                     |
| 12                   | 1972          | Reksio telewidz       | Edward Wątor                        |
| 13                   | 1972          | Reksio kosmonauta     | Lechosław Marszałek                 |
| 14                   | 1973          | Reksio magik          | Edward Wątor                        |
| 15                   | 1973          | Reksio pielęgniarz    | Lechosław Marszałek                 |
| 16                   | 1973          | Reksio racjonalizator | Edward Wątor                        |
| 17                   | 1973          | Reksio rozbitek       | Lechosław Marszałek                 |
| 18                   | 1973          | Reksio malarz         | Marian Cholerek                     |
| 19                   | 1973          | Reksio poszukiwacz    | Edward Wątor                        |
| 20                   | 1974          | Reksio ratownik       | Józef Ćwiertnia                     |
| 21                   | 1974          | Reksio detektyw       | Marian Cholerek                     |
| 22                   | 1974          | Reksio czyścioch      | Józef Ćwiertnia                     |
| 23                   | 1974          | Reksio pogromca       | Marian Cholerek                     |
| 24                   | 1974          | Reksio żeglarz        | Józef Ćwiertnia                     |
| 25                   | 1974          | Reksio medalista      | Marian Cholerek                     |
| 26                   | 1974          | Reksio rozjemca       | Józef Ćwiertnia                     |
| 27                   | 1975          | Reksio Robinson       | Józef Ćwiertnia                     |
| 28                   | 1975          | Reksio pocieszyciel   | Romuald Kłys, Edward Wątor          |
| 29                   | 1975          | Reksio śpiewak        | Lechosław Marszałek                 |
| 30                   | 1975          | Reksio swat           | Józef Ćwiertnia                     |
| 31                   | 1976          | Reksio dentysta       | Józef Ćwiertnia                     |
| 32                   | 1976          | Reksio sadownik       | Lechosław Marszałek                 |
| 33                   | 1976          | Reksio kompan         | Lechosław Marszałek                 |
| 34                   | 1977          | Reksio nauczyciel     | Edward Wątor                        |
| 35                   | 1977          | Reksio wybawca        | Romuald Kłys                        |
| 36                   | 1977          | Reksio przewodnik     | Lechosław Marszałek                 |
| 37                   | 1978          | Reksio gospodarz      | Józef Ćwiertnia                     |
| 38                   | 1978          | Reksio i jamnik       | Lechosław Marszałek                 |
| 39                   | 1979          | Reksiowa jesień       | Józef Ćwiertnia                     |
| 40                   | 1979          | Reksio i UFO          | Lechosław Marszałek                 |
| 41                   | 1979          | Reksio terapeuta      | Lechosław Marszałek                 |
| 42                   | 1979          | Reksio kompozytor     | Józef Ćwiertnia                     |
| 43                   | 1980          | Reksio remontuje      | Lechosław Marszałek                 |
| 44                   | 1980          | Reksiowa wiosna       | Józef Ćwiertnia                     |
| 45                   | 1981          | Reksio i nośna kura   | Halina Filek-Marszałek              |
| 46                   | 1981          | Reksio łyżwiarz       | Józef Ćwiertnia                     |
| 47                   | 1981          | Reksiowa zima         | Romuald Kłys                        |
| 48                   | 1981          | Reksio i wrona        | Halina Filek-Marszałek              |
| 49                   | 1981          | Reksio i koguty       | Józef Ćwiertnia                     |
| 50                   | 1982          | Reksio i świerszcz    | Halina Filek-Marszałek              |
| 51                   | 1985          | Reksio i sroka        | Romuald Kłys                        |
| 52                   | 1986          | Reksio i mrówki       | Romuald Kłys                        |
| Seria Reksio i ptaki |               |                       |                                     |
| 53                   | 1987          | Reksio i bocian       | Romuald Kłys                        |
| 54                   | 1987          | Reksio i papuga       | Ryszard Lepióra                     |
| 55                   | 1987          | Reksio i gołąb        | Ryszard Lepióra                     |
| 56                   | 1987          | Reksio i szpaki       | Ryszard Lepióra                     |
| 57                   | 1987          | Reksio i gąsior       | Ryszard Lepióra                     |
| 58                   | 1988          | Reksio i drozd        | Ryszard Lepióra                     |
| 59                   | 1988          | Reksio i dzięcioł     | Ryszard Lepióra Lechosław Marszałek |
| 60                   | 1988          | Reksio i kruk         | Lechosław Marszałek                 |
| 61                   | 1989          | Reksio i kawki        | Ryszard Lepióra                     |
| 62                   | 1990          | Reksio i kukułka      | Ryszard Lepióra                     |
| 63                   | 1990          | Reksio i paw          | Ryszard Lepióra                     |
| 64                   | 1990          | Reksio i pelikan      | Andrzej Flettner                    |
| 65                   | 1990          | Reksio i sowa         | Andrzej Flettner                    |

## Emisja
- – TVP, MiniMax, MiniMini+ i RTL 7
- – DDR Fernsehen
- – France 2
- – ERT
- – Disney Channel